# Clapham Junction
Clapham Junction – stacja kolejowa w Londynie, w dzielnicy Wandsworth. Otwarta została 2 marca 1863 roku. W systemie londyńskiej komunikacji miejskiej, należy do drugiej strefy biletowej.
Jedna z najbardziej ruchliwych, względem ruchu pasażerskiego, stacja kolejowa w Londynie. Na przełomie 2008/2009 z jej usług skorzystało 17.5 mln pasażerów. Jest najczęściej używaną stacją przesiadkową w Londynie – przesiada się tu ponad 30 mln osób rocznie.
Przez stację przejeżdża 2000 pociągów dziennie, z czego w godzinach szczytu ok. 180 pociągów na godzinę, głównie z/do Waterloo Station i Victoria Station, co czyni ją najbardziej ruchliwą stacją w Europie.
Zarządzana jest przez przewoźnika South West Trains, a obsługiwana także przez London Overground oraz Southern.
W dniu 12 grudnia 1988 w pobliżu stacji doszło do dwóch kolizji trzech pociągów, w których zginęło 35 osób, natomiast 16 grudnia 1991 pomiędzy szynami eksplodowała bomba, podłożona przez Prowizoryczną Irlandzką Armią Republikańską.